# Glanzende glimmer
De glanzende glimmer (Amara nitida) is een keversoort uit de familie van de loopkevers (Carabidae). De wetenschappelijke naam van de soort werd in 1825 gepubliceerd door Jacob Sturm.